# ジャドクタテリウム
ジャドクタテリウム（Djadochtatherium）は、中生代白亜紀後期にモンゴルに生息していた哺乳類の属。絶滅した目である多丘歯目のキモロドン亜目ジャドクタテリウム科に分類される。Simpson G.G.により1925年命名され「ジャドフタの獣」を意味する。
その種Djadochtatherium matthewiもSimpson G.G.により1925年命名され、Catopsalis matthewi (Simpson GG, 1925)としても知られる。モンゴル国ゴヨト層上部白亜系カンパニアン階より発見された。比較的大きな多丘歯目であり、頭長約4.5cm。当初は北アメリカのカトプサリス属の一種だと判断されていた。